# 保托什福
保托什福，是匈牙利绍莫吉州所辖的一个村。总面积15.07平方公里，总人口259，人口密度17.2人/平方公里（2011年1月1日）。